# SeaFrance
SeaFrance was een bedrijf dat van 1996 tot 2012 een veerdienst onderhield tussen Calais, Frankrijk en Dover, Verenigd Koninkrijk. 
In januari 2012 werd het bedrijf failliet verklaard omdat er te grote schulden waren gemaakt.
SeaFrance SA was een Franse naamloze vennootschap gevestigd in Parijs die eigendom was van de Franse nationale spoorwegmaatschappij Société Nationale des Chemins de fer Français (SNCF), via de dochteronderneming Société Nouvelle d'Armement Transmanche (SNAT).
Het bedrijf exploiteerde een vloot van vier veerschepen, waarvan drie voor passagiers (en deels vracht) en één alleen voor vracht, gemiddeld 46 overtochten per dag, waarvan 30 voor passagiers. De maatschappij had in totaal 1700 werknemers in dienst waarvan 1200 varend personeel. Het was de belangrijkste particuliere werkgever van de stad Calais. De Britse dochteronderneming SeaFrance Ltd. telde nog eens 200 werknemers in het Verenigd Koninkrijk.

## Geschiedenis

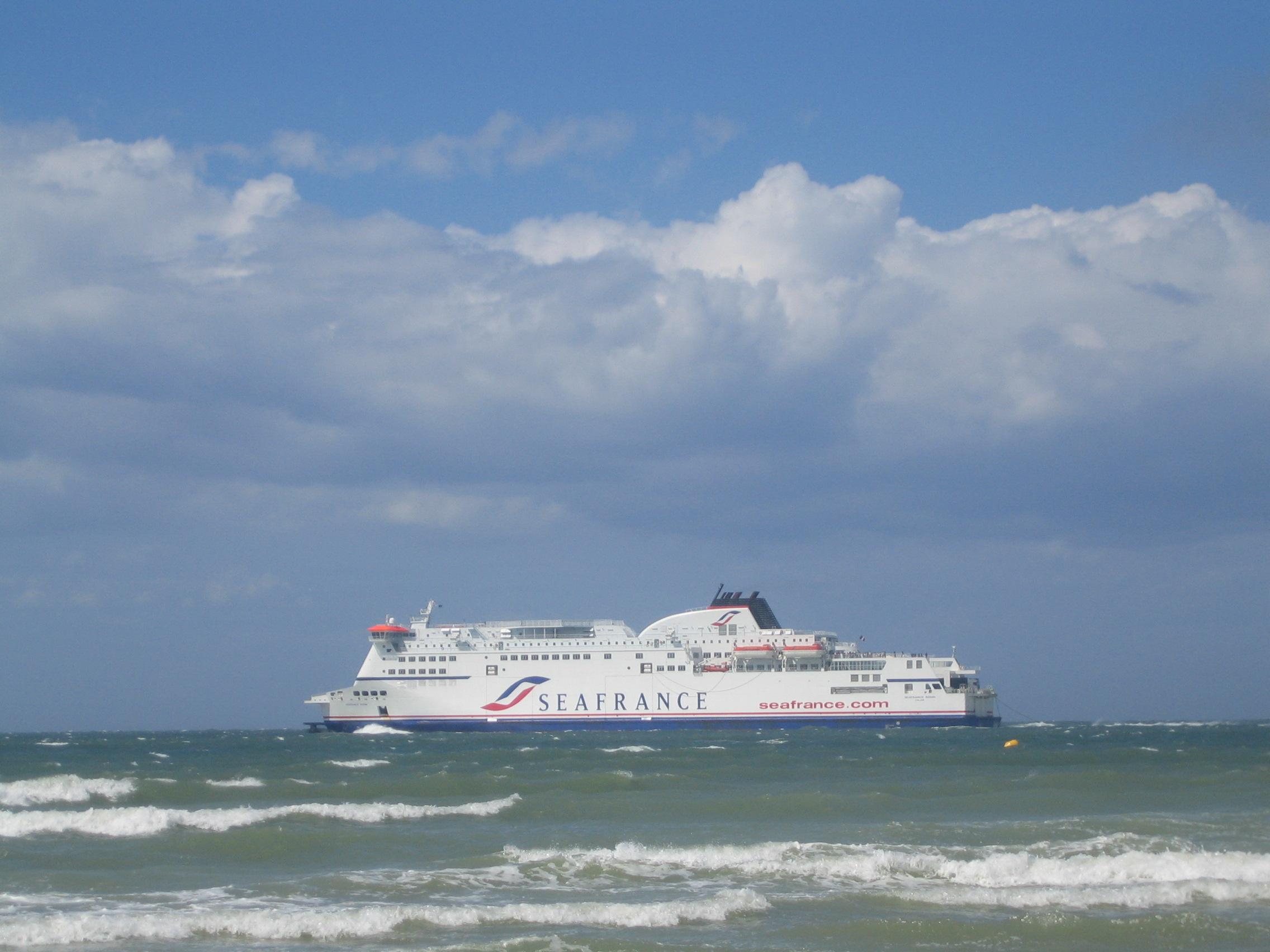
De SeaFrance Berlioz in Calais.

SeaFrance begon de veerdienst tussen Calais en Dover in 1996 na de beëindiging van het samenwerkingsverband tussen SNCF en Sealink (op dat moment bekend als "Stena Sealink Line") in 1995. De dienst begon met de voormalige Sealink veerboten Fiesta, Côte d'Azur en de vracht veerboot Nord Pas-de-Calais die werden herdoopt in SeaFrance Cezanne, SeaFrance Renoir respectievelijk Seafrance Nord Pas-de-Calais na omvangrijke verbouwingen om een typisch Franse sfeer te creëren.
In januari 1997 werden ook de Stena Parisien en Stena Londoner aan de vloot toegevoegd, die na een soortgelijke verbouwing herdoopt werden tot Seafrance Manet respectievelijk Seafrance Monet. Het bedrijf werd daarmee de op een na grootste vervoerder op de lijn Dover-Calais, na P&O European Ferries, maar vóór hun voormalige, inmiddels onder de naam Stena Line, opererende partner.
SeaFrance nam in 2001 de SeaFrance Rodin in gebruik, hun eerste voor de lijn nieuw gebouwde en tevens snelste schip. Met dit schip werd de overtochtduur van 90 minuten teruggebracht tot ongeveer 60 minuten. De Seafrance Monet moest plaatsmaken voor dit schip en werd verkocht. De Seafrance Rodin kreeg in 2005 in de vorm van de SeaFrance Berlioz een zusterschip.
In 2005 draaide SeaFrance € 9,27 miljoen verlies en in 2008 € 20 miljoen. Een Parijse rechtbank heeft de noodlijdende Franse rederij SeaFrance op 9 januari 2012 failliet verklaard.
In augustus 2012 startte een nieuw coöperatief bedrijf als doorstart, opgericht door ex-werknemers van SeaFrance, onder de naam My Ferry Link, met een verbinding, met de voormalige schepen van SeaFrance.

## Eurotunnel

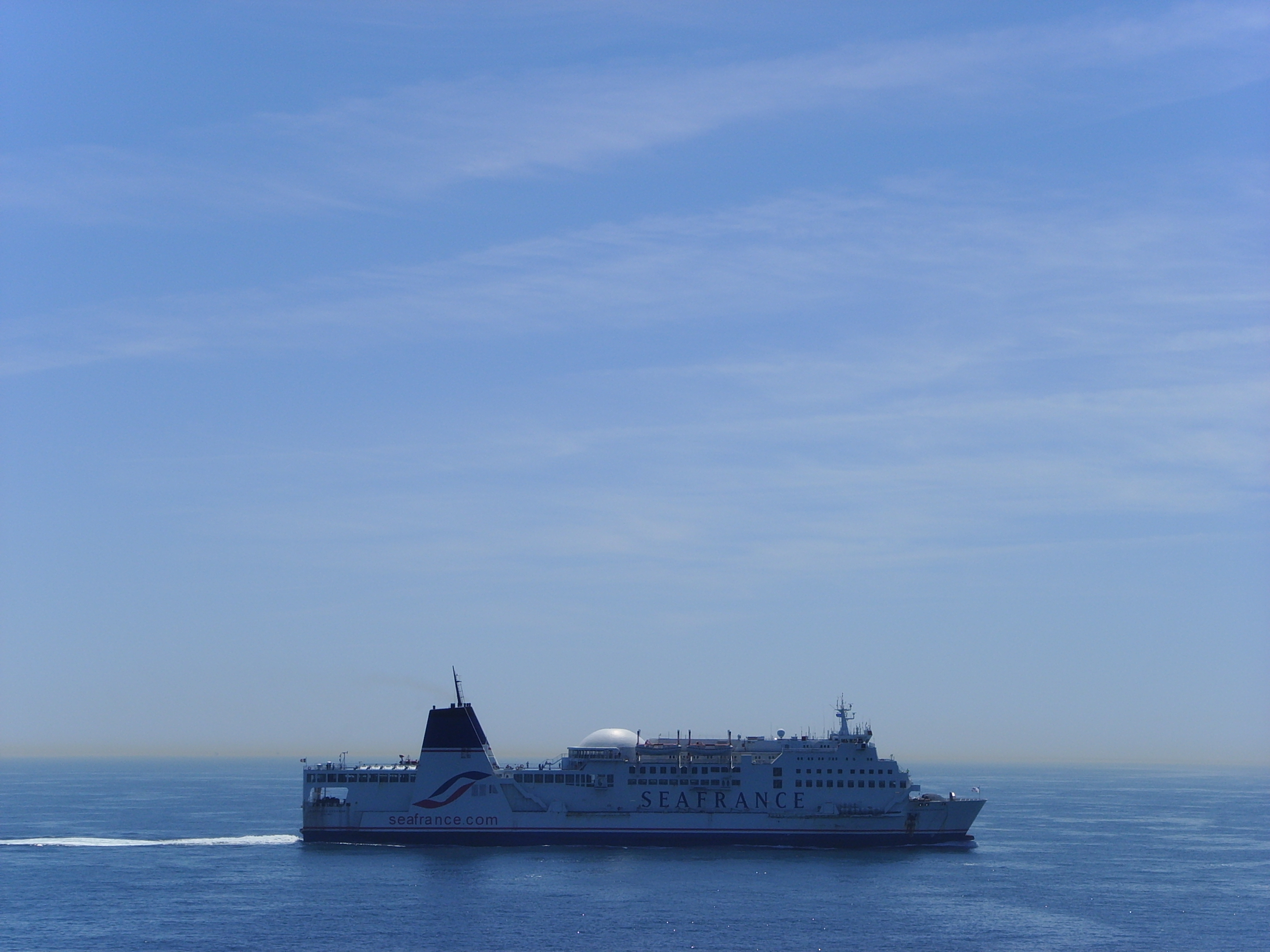
Een SeaFrance-ferry onderweg naar Dover

Op 12 juni 2012 werd bekendgemaakt dat Eurotunnel, de uitbater van de Kanaaltunnel, de diensten van SeaFrance zou overnemen onder de naam My Ferry Link en daarbij twee ropax-schepen en één vrachtschip terug in dienst neemt. Eurotunnel heeft de diensten herstart in de zomer van 2012.

## Schepen
De vloot ten tijde van het uitspreken van het faillissement:

### Passagiersschepen
- Seafrance Molière
- Seafrance Rodin
- Seafrance Berlioz

### Vrachtsschepen
- Seafrance Nord Pas-de-Calais

### Voormalige schepen
- Seafrance Monet
- Seafrance Renoir
- Seafrance Manet
- Seafrance Cezanne